# Děkanství moravskokrumlovské
Děkanství moravskokrumlovské je územní část brněnské diecéze s centrem v Moravském Krumlově. Zahrnuje 27 římskokatolických farností. Děkanství vzniklo v roce 1952 a nově bylo vymezeno při reformě členění brněnské diecéze k 1. červenci 1999.
Funkcí děkana byl od 1. července 2009 do dubna 2018 pověřen R. D. Mgr. Pavel Bublan, farář ve farnosti Moravský Krumlov. Místoděkanem byl od 1. prosince 2015 jmenován R. D. Mgr. Josef Dvořák, farář v Hostěradicích. S platností od 1. května 2018 byl jmenován děkanem R. D. Mgr. Pavel Vybíhal.

## Seznam farností
| Farnost                           | Správce                                                                                         | Farní kostel                      |
| --------------------------------- | ----------------------------------------------------------------------------------------------- | --------------------------------- |
| Běhařovice                        | R. D. Mgr. Jiří Bradáč                                                                          | Nejsvětější Trojice               |
| Bohutice                          | administrátor excurrendo, Olbramovice u Moravského Krumlova                                     | Nanebevzetí Panny Marie           |
| Branišovice                       | administrátor excurrendo, Olbramovice u Moravského Krumlova                                     | sv. Vavřince                      |
| Dobřínsko                         | R. D. Karel Slanina                                                                             | sv. Prokopa                       |
| Horní Dubňany                     | R. D. Mgr. Pavel Krč                                                                            | sv. Petra a Pavla                 |
| Horní Dunajovice                  | administrátor excurrendo, Žerotice                                                              | Nejsvětější Trojice               |
| Horní Kounice                     | administrátor excurrendo, Horní Dubňany                                                         | sv. Michaela archanděla           |
| Hostěradice                       | R. D. Mgr. Josef Dvořák                                                                         | sv. Kunhuty                       |
| Jiřice u Miroslavi                | administrátor excurrendo, Miroslav                                                              | sv. Anny                          |
| Kadov u Miroslavi                 | administrátor excurrendo, Moravský Krumlov                                                      | sv. Filipa a Jakuba               |
| Loděnice u Moravského Krumlova    | R. D. Mgr. Petr Bartoněk                                                                        | sv. Markéty                       |
| Mikulovice u Znojma               | administrátor excurrendo, Višňové u Znojma                                                      | sv. Petra a Pavla                 |
| Miroslav                          | R. D. ThLic. Mikuláš Wawrowski                                                                  | sv. Petra a Pavla                 |
| Moravský Krumlov                  | R. D. Mgr. Pavel Vybíhal                                                                        | Všech svatých                     |
| Našiměřice                        | administrátor excurrendo, Olbramovice u Moravského Krumlova                                     | sv. Jiljí                         |
| Olbramovice u Moravského Krumlova | R. D. Jan Fiala                                                                                 | sv. Jakuba Staršího               |
| Oleksovice                        | administrátor excurrendo in spiritualibus, Žerotice Petr Šmeral (administrátor in materialibus) | Nanebevzetí Panny Marie           |
| Petrovice u Moravského Krumlova   | administrátor excurrendo, Moravský Krumlov                                                      | Povýšení sv. Kříže                |
| Práče                             | administrátor excurrendo, Tasovice                                                              | Neposkvrněného početí Panny Marie |
| Prosiměřice                       | administrátor excurrendo, Tasovice                                                              | sv. Jiljí                         |
| Těšetice u Znojma                 | administrátor excurrendo, Tasovice                                                              | Nejsvětější Trojice               |
| Troskotovice                      | administrátor excurrendo, Miroslav                                                              | sv. Václava                       |
| Trstěnice u Moravského Krumlova   | administrátor excurrendo, Hostěradice                                                           | Povýšení sv. Kříže                |
| Vedrovice                         | administrátor excurrendo, Olbramovice u Moravského Krumlova                                     | sv. Kunhuty                       |
| Vémyslice                         | administrátor excurrendo, Višňové u Znojma                                                      | Narození Panny Marie              |
| Višňové u Znojma                  | R. D. Mgr. Pavel Klouček                                                                        | sv. Jana Křtitele                 |
| Žerotice                          | R. D. Mgr. František Alexa                                                                      | sv. Martina                       |